# Vivantia
Vivantia es un género de hongos en la familia Xylariaceae.  Es un género monotípico, contiene la especie V. guadalupensis, descripta en 1996.